# Vocea României (sezonul 7)
Cel de-al șaptelea sezon al talent show-ului Vocea României a debutat la Pro TV pe 8 septembrie 2017 și a luat sfârșit pe 15 decembrie 2017. Tudor Chirilă, Loredana Groza și Smiley au revenit ca antrenori, iar Adrian Despot l-a înlocuit pe Marius Moga.
Câștigătoarea sezonului a fost Ana Munteanu, din echipa Smiley, aceasta fiind prima ocazie cu care a câștigat un concurent originar din Republica Moldova. De asemenea, la 16 ani, Munteanu a devenit cea mai tânără câștigătoare a competiției.

## Preselecții
Înscrierile pentru cel de-al șaptelea sezon au început în decembrie 2016, iar preselecțiile au avut loc în primăvara anului 2017, în următoarele localități:
- 18 și 19 februarie 2017 – Hotel IBIS Gara de Nord, București[7]
- 21 mai 2017 – Hotel Intercontinental, Iași
- 28 mai 2017 – Hotel Golden Tulip Ana Dome, Cluj-Napoca
- 4 iunie 2017 – Hotel NH, Timișoara

Preselecțiile au avut rolul de a selecta concurenții care urmau să participe la etapa audițiilor pe nevăzute, filmată la sfârșitul lunii iulie la studiourile Kentauros din Ștefăneștii de Jos.

## Particularitățile sezonului
- Există 3 etape: audițiile pe nevăzute, confruntările și spectacolele live.
- La sfârșitul fiecărei audiții, chiar și în cazul în care concurentul nu a mers mai departe, s-au întors toate cele 4 scaune.
- Antrenorii au format echipe de câte 14 concurenți, din care 7 și-au câștigat confruntările.
- Antrenorii au putut fura câte un concurent pierzător la confruntări, astfel că echipele au fost aduse la 8 concurenți. Odată furați, concurenții nu au avut locul asigurat, ci puteau fi înlocuiți în orice moment până la finalul etapei.[10]
- La finalul etapei confruntărilor, nu a avut loc proba cântecului decisiv.[10]
- Nu a existat etapa knockouturilor.[10]
- Fiecare antrenor a avut dreptul de a promova 8 concurenți la etapa spectacolelor live.[10]
- Au existat 5 spectacole live.[2]
- În primele 2 spectacole live, au concurat jumătate din concurenții din fiecare echipă, iar eliminările s-au făcut prin decizia antrenorului, fără o probă suplimentară.
- În semifinală, s-a ales câte un finalist din fiecare echipă, pe baza votului public.

## Echipe
| Legendă                                      | Legendă |
| -------------------------------------------- | --- |
| - Câștigătoare - Locul 2 - Locul 3 - Locul 4 | - Eliminat în semifinală - Eliminat în primele spectacole live - „Furat” în etapa confruntărilor - Eliminat în etapa confruntărilor |

| Antrenor | Antrenor       | Concurenți           | Concurenți           | Concurenți          | Concurenți        | Concurenți         | Concurenți         |
| --- | -------------- | -------------------- | -------------------- | ------------------- | ----------------- | ------------------ | ------------------ |
| | Smiley         | Ana Munteanu         | Amir Arafat          | Paul Bătinaș        | Octavian Casian   | Răzvan Mărcuci     | Ioana Vișinescu    |
| Ioana Barbă | Smiley         | Olga Roman           | Jeannette Curta      | Tudor Bilețchi      | Cristian Prăjescu | Anne-Marie Ionescu |                    |
| Iuliana Popa | Smiley         | Marius Stoica        | Dima Trofim          | Laura Voinu         |                   |                    |                    |
| |                |                      |                      |                     |                   |                    |                    |
| | Tudor Chirilă  | Meriam Jane Ndubuisi | Ștefan Știucă        | Laurențiu Mihaiu    | Maria Rădeanu     | Amedeo Chiriac     | Răzvan Encuna      |
| Daria Grigoraș | Tudor Chirilă  | Lidia Isac           | Cristian Prăjescu    | Ioana Cristodorescu | Oana Cenușe       | Bianca Oneț        |                    |
| Stelian Ailincăi | Tudor Chirilă  | Teodora Rotaru       | Axenia Șova          | Raluca Ursu         |                   |                    |                    |
| |                |                      |                      |                     |                   |                    |                    |
| | Loredana Groza | Zsuzsana Cerveni     | Diana Brescan        | Adriana Ciobanu     | Amalia Uruc       | Rufus Martin       | Bogdan Stănică     |
| Tudor Bilețchi | Loredana Groza | Mihail Tirică        | Doina Spătaru        | Lavinia Lăcătuș     | Camelia Farcaș    | Andrei Barz        |                    |
| Neonela Duplei | Loredana Groza | Jeannette Curta      | Robert Pița          | Rareș Popa          |                   |                    |                    |
| |                |                      |                      |                     |                   |                    |                    |
| | Adrian Despot  | Andrada Crețu        | Botond „Manó” Ráduly | Robert Pița         | Andreea Dragu     | Oana Mirică        | Valentin Poienariu |
| Alexandru Arnăutu | Adrian Despot  | Catarina Sandu       | Raluca Ursu          | Anne-Marie Ionescu  | Cristian Goaie    | Ramona Dimu        |                    |
| Doina Spătaru | Adrian Despot  | Horațiu Haiduc       | Cosmin Vieriu        | Răzvan Mărcuci      | Laurențiu Mihaiu  |                    |                    |
| Notă: Numele scrise cursiv reprezintă concurenți furați de la alt antrenor (aceleași nume sunt tăiate în cadrul vechilor echipe). |                |                      |                      |                     |                   |                    |                    |

## Audiții pe nevăzute

### Episodul 1 (8 septembrie)
Primul dintre cele șapte episoade cuprinzând audiții pe nevăzute a fost difuzat pe 8 septembrie 2017.
| Legendă | - ✔ Antrenorul și-a apăsat butonul „EU TE VREAU” - Concurentul a fost eliminat | - Concurentul a intrat automat în echipa antrenorului - Concurentul a ales acest antrenor |

| Ordine | Concurent            | Vârstă | Origine         | Cântec                                                                | Alegerile antrenorilor și ale concurenților | Alegerile antrenorilor și ale concurenților | Alegerile antrenorilor și ale concurenților | Alegerile antrenorilor și ale concurenților |
| Ordine | Concurent            | Vârstă | Origine         | Cântec                                                                | Tudor                                       | Smiley                                      | Loredana                                    | Despot                                      |
| ------ | -------------------- | ------ | --------------- | --------------------------------------------------------------------- | ------------------------------------------- | ------------------------------------------- | ------------------------------------------- | ------------------------------------------- |
| 1      | Ioana Vișinescu      | 21     | București       | „Get Up, Stand Up” (The Wailers)                                      | ✔                                           | ✔                                           | ✔                                           | ✔                                           |
| 2      | Fabián Sánchez       | 37     | București       | „Despacito” (Luis Fonsi și Daddy Yankee)                              | —                                           | —                                           | —                                           | —                                           |
| 3      | Axenia Șova          | 26     | Cluj-Napoca     | „All That Jazz” (Chita Rivera / Liza Minnelli / Catherine Zeta-Jones) | ✔                                           | —                                           | ✔                                           | ✔                                           |
| 4      | Zsuzsana Cerveni     | 18     | București       | „Mistreated” (Deep Purple)                                            | —                                           | —                                           | ✔                                           | —                                           |
| 5      | Catarina Sandu       | 21     | Chișinău        | „Sax” (Fleur East)                                                    | —                                           | ✔                                           | ✔                                           | ✔                                           |
| 6      | Paul Ionescu Ballo   | 28     | București       | „Enjoy the Silence” (Depeche Mode)                                    | —                                           | —                                           | —                                           | —                                           |
| 7      | Neonela Duplei       | 29     | București       | „Hora din Moldova” (Nelly Ciobanu)                                    | —                                           | —                                           | ✔                                           | ✔                                           |
| 8      | Ștefan Știucă        | 31     | București       | „Nothing Compares 2 U” (Sinéad O'Connor)                              | ✔                                           | ✔                                           | ✔                                           | ✔                                           |
| 9      | Tudora Vișan         | 20     | Cluj-Napoca     | „Paris (Ooh La La)” (Grace Potter and the Nocturnals)                 | —                                           | —                                           | —                                           | —                                           |
| 10     | Răzvan Encuna        | 23     | Ploiești        | „You Give Me Something” (James Morrison)                              | ✔                                           | ✔                                           | ✔                                           | ✔                                           |
| 11     | Ana Munteanu         | 16     | Chișinău        | „Bensonhurst Blues” (Oscar Benton)                                    | ✔                                           | ✔                                           | —                                           | ✔                                           |
| 12     | Ion Calamanov        | 30     | Chișinău        | „I Got You (I Feel Good)” (James Brown)                               | —                                           | —                                           | —                                           | —                                           |
| 13     | Botond „Manó” Ráduly | 27     | Sfântu Gheorghe | „In My Defence” (Freddie Mercury)                                     | ✔                                           | ✔                                           | ✔                                           | ✔                                           |

### Episodul 2 (10 septembrie)
Al doilea episod a fost difuzat pe 10 septembrie 2017.
| Ordine | Concurent                     | Vârstă | Origine            | Cântec                                                      | Alegerile antrenorilor și ale concurenților | Alegerile antrenorilor și ale concurenților | Alegerile antrenorilor și ale concurenților | Alegerile antrenorilor și ale concurenților |
| Ordine | Concurent                     | Vârstă | Origine            | Cântec                                                      | Tudor                                       | Smiley                                      | Loredana                                    | Despot                                      |
| ------ | ----------------------------- | ------ | ------------------ | ----------------------------------------------------------- | ------------------------------------------- | ------------------------------------------- | ------------------------------------------- | ------------------------------------------- |
| 1      | Alexandru „Vraciu” Arnăutu    | 28     | Iași               | „Electric Eye” (Judas Priest)                               | ✔                                           | ✔                                           | —                                           | ✔                                           |
| 2      | Marloes van Hoek              | 24     | Copand             | „Say Something” (A Great Big World și Christina Aguilera)   | —                                           | —                                           | —                                           | —                                           |
| 3      | Jeannette Dalia Curta         | 40     | Saarbrücken        | „Feeling Good” (Cy Grant / Nina Simone)                     | ✔                                           | ✔                                           | ✔                                           | —                                           |
| 4      | Silviu Laurențiu Mihaiu       | 25     | Orăștie            | „Chasing Cars” (Snow Patrol)                                | ✔                                           | —                                           | —                                           | ✔                                           |
| 5      | Paula Vițian                  | 22     | Șieu-Odorhei       | „Dangerous Woman” (Ariana Grande)                           | —                                           | —                                           | —                                           | —                                           |
| 6      | Tudor Bilețchi                | 18     | Chișinău           | „End of the Road” (Boyz II Men)                             | ✔                                           | ✔                                           | ✔                                           | ✔                                           |
| 7      | Cristina Coșciug              | 22     | Chișinău           | „Rolling in the Deep” (Adele)                               | —                                           | —                                           | —                                           | —                                           |
| 8      | Adriana Ciobanu               | 17     | Piatra Neamț       | „Bound to You” (Christina Aguilera)                         | —                                           | —                                           | ✔                                           | —                                           |
| 9      | Andrei Ștefăneț               | 36     | Chișinău           | „Așa frumoasă” (Holograf)                                   | —                                           | —                                           | —                                           | —                                           |
| 10     | Daria Alexia Grigoraș         | 16     | Iași               | „Empire” (Shakira)                                          | ✔                                           | —                                           | —                                           | —                                           |
| 11     | Laura Gabriela Oana           | 18     | Baia Mare          | „Je veux” (Zaz)                                             | —                                           | —                                           | —                                           | —                                           |
| 12     | Octavian Casian               | 42     | Chișinău           | „A Change Is Gonna Come” (Sam Cooke)                        | ✔                                           | ✔                                           | —                                           | —                                           |
| 13     | Meriam Jane Nonyelum Ndubuisi | 26     | Reggio di Calabria | „(You Make Me Feel Like) A Natural Woman” (Aretha Franklin) | ✔                                           | ✔                                           | ✔                                           | ✔                                           |

### Episodul 3 (15 septembrie)
Al treilea episod a fost difuzat pe 15 septembrie 2017.
| Ordine | Concurent               | Vârstă | Origine               | Cântec                                                         | Alegerile antrenorilor și ale concurenților | Alegerile antrenorilor și ale concurenților | Alegerile antrenorilor și ale concurenților | Alegerile antrenorilor și ale concurenților |
| Ordine | Concurent               | Vârstă | Origine               | Cântec                                                         | Tudor                                       | Smiley                                      | Loredana                                    | Despot                                      |
| ------ | ----------------------- | ------ | --------------------- | -------------------------------------------------------------- | ------------------------------------------- | ------------------------------------------- | ------------------------------------------- | ------------------------------------------- |
| 1      | Amedeo-Marian Chiriac   | 19     | Călărași              | „Sandcastles” (Beyoncé)                                        | ✔                                           | ✔                                           | ✔                                           | —                                           |
| 2      | Mihail-Ioan Tirică      | 23     | Baia Mare             | „Use Somebody” (Kings of Leon)                                 | ✔                                           | —                                           | ✔                                           | —                                           |
| 3      | Yvonne Stavarache       | 21     | București             | „I Wanna Dance with Somebody (Who Loves Me)” (Whitney Houston) | —                                           | —                                           | —                                           | —                                           |
| 4      | Marius-Alexandru Stoica | 30     | București             | „Soulstorm” (Patrice Bart-Williams)                            | —                                           | ✔                                           | ✔                                           | —                                           |
| 5      | Alexandra Bădoi         | 28     | București             | „In and Out of Love” (Armin van Buuren și Sharon den Adel)     | —                                           | —                                           | —                                           | —                                           |
| 6      | Andrada Crețu           | 17     | Drobeta-Turnu Severin | „What a Man” (Linda Lyndell / Salt-n-Pepa și En Vogue)         | ✔                                           | —                                           | ✔                                           | ✔                                           |
| 7      | Paul Panait             | 38     | București             | „Kiss” (Prince and the Revolution)                             | —                                           | —                                           | —                                           | —                                           |
| 8      | Olga Roman              | 24     | Chișinău              | „When the Music Dies” (Səbinə Babayeva)                        | ✔                                           | ✔                                           | ✔                                           | ✔                                           |
| 9      | Adrian Barbu            | 26     | Buzău                 | „Let Me Entertain You” (Robbie Williams)                       | —                                           | —                                           | —                                           | —                                           |
| 10     | Amalia Uruc             | 24     | Mizil                 | „Seven Nation Army” (The White Stripes)                        | —                                           | —                                           | ✔                                           | —                                           |
| 11     | Răzvan Mărcuci          | 26     | Timișoara             | „Chandelier” (Sia)                                             | ✔                                           | —                                           | —                                           | ✔                                           |
| 12     | Tatiana Turtureanu      | 26     | Chișinău              | „Lost on You” (LP)                                             | —                                           | —                                           | —                                           | —                                           |
| 13     | Lidia Isac              | 24     | Chișinău              | „When We Were Young” (Adele)                                   | ✔                                           | ✔                                           | ✔                                           | ✔                                           |

### Episodul 4 (22 septembrie)
Al patrulea episod a fost difuzat pe 22 septembrie 2017.
| Ordine | Concurent                              | Vârstă | Origine        | Cântec                                            | Alegerile antrenorilor și ale concurenților | Alegerile antrenorilor și ale concurenților | Alegerile antrenorilor și ale concurenților | Alegerile antrenorilor și ale concurenților |
| Ordine | Concurent                              | Vârstă | Origine        | Cântec                                            | Tudor                                       | Smiley                                      | Loredana                                    | Despot                                      |
| ------ | -------------------------------------- | ------ | -------------- | ------------------------------------------------- | ------------------------------------------- | ------------------------------------------- | ------------------------------------------- | ------------------------------------------- |
| 1      | Amir Suhail Fayez Ahed Sulaiman Arafat | 31     | Iași           | „Make It Rain” (Foy Vance / Ed Sheeran)           | ✔                                           | ✔                                           | ✔                                           | ✔                                           |
| 2      | Oana Mirică                            | 29     | Galați         | „I Won't Go for More” (Selah Sue)                 | ✔                                           | —                                           | —                                           | ✔                                           |
| 3      | Vlad Alexandrescu                      | 40     | Râmnicu Vâlcea | „Rebel Yell” (Billy Idol)                         | —                                           | —                                           | —                                           | —                                           |
| 4      | Diana Francesca Filipescu              | 23     | Năvodari       | „Scared to Be Lonely” (Martin Garrix și Dua Lipa) | —                                           | —                                           | —                                           | —                                           |
| 5      | Horațiu Haiduc                         | 26     | Aghireșu       | „I Need a Dollar” (Aloe Blacc)                    | —                                           | —                                           | ✔                                           | ✔                                           |
| 6      | Daniela Dumitru                        | 22     | București      | „Say You Won't Let Go” (James Arthur)             | —                                           | —                                           | —                                           | —                                           |
| 7      | Andrei Barz                            | 16     | Călărași       | „Sweater Weather” (The Neighbourhood)             | —                                           | —                                           | ✔                                           | —                                           |
| 8      | Bianca-Maria Oneț                      | 23     | Cluj-Napoca    | „Am I the One” (Beth Hart)                        | ✔                                           | ✔                                           | ✔                                           | ✔                                           |
| 9      | Iasmina-Mirabela Curcă                 | 32     | Petroșani      | „Born This Way” (Lady Gaga)                       | —                                           | —                                           | —                                           | —                                           |
| 10     | Rufus Martin                           | 41     | München        | „Another Day in Paradise” (Phil Collins)          | —                                           | ✔                                           | ✔                                           | —                                           |
| 11     | Anne-Marie Simone Ionescu              | 23     | București      | „Love on the Brain” (Rihanna)                     | —                                           | ✔                                           | ✔                                           | —                                           |
| 12     | Alexandra Ioana Todosi                 | 21     | Suceava        | „Joe le taxi” (Vanessa Paradis)                   | —                                           | —                                           | —                                           | —                                           |
| 13     | Maria Rădeanu                          | 17     | Iași           | „Someone like You” (Adele)                        | ✔                                           | ✔                                           | ✔                                           | —                                           |

### Episodul 5 (29 septembrie)
Al cincilea episod a fost difuzat pe 29 septembrie 2017.
| Ordine | Concurent                        | Vârstă | Origine    | Cântec                                     | Alegerile antrenorilor și ale concurenților | Alegerile antrenorilor și ale concurenților | Alegerile antrenorilor și ale concurenților | Alegerile antrenorilor și ale concurenților |
| Ordine | Concurent                        | Vârstă | Origine    | Cântec                                     | Tudor                                       | Smiley                                      | Loredana                                    | Despot                                      |
| ------ | -------------------------------- | ------ | ---------- | ------------------------------------------ | ------------------------------------------- | ------------------------------------------- | ------------------------------------------- | ------------------------------------------- |
| 1      | Ioana Cristodorescu              | 18     | Galați     | „God Bless the Child” (Billie Holiday)     | ✔                                           | —                                           | ✔                                           | —                                           |
| 2      | Robert Nicolas Pița              | 19     | Brașov     | „Mama, I'm Coming Home” (Ozzy Osbourne)    | —                                           | —                                           | ✔                                           | —                                           |
| 3      | Deborah Opruța                   | 16     | Alba Iulia | „You Don't Own Me” (Lesley Gore)           | —                                           | —                                           | —                                           | —                                           |
| 4      | Maria Magdalena Popescu          | —      | București  | „It's a Heartache” (Bonnie Tyler)          | —                                           | —                                           | —                                           | —                                           |
| 5      | Laura Voinu                      | 18     | Cantemir   | „I Care” (Beyoncé)                         | —                                           | ✔                                           | ✔                                           | ✔                                           |
| 6      | Dan Bubuioc                      | 38     | București  | „Skin” (Rag'n'Bone Man)                    | —                                           | —                                           | —                                           | —                                           |
| 7      | Dumitru Gheorghiță „Dima” Trofim | 28     | București  | „Fairytale” (Alexander Rybak)              | —                                           | ✔                                           | ✔                                           | —                                           |
| 8      | Andreea Cristina Dragu           | 18     | Constanța  | „Sexy Silk” (Jessie J)                     | —                                           | —                                           | ✔                                           | ✔                                           |
| 9      | Andrei Bordianu                  | 30     | Iași       | „Kalašnjikov” / „Gas Gas” (Goran Bregović) | —                                           | —                                           | —                                           | —                                           |
| 10     | Bogdan Stănică                   | 19     | Videle     | „I'm Not the Only One” (Sam Smith)         | —                                           | —                                           | ✔                                           | ✔                                           |
| 11     | Alexandra Giurgia                | 28     | Bacău      | „Burn” (Ellie Goulding)                    | —                                           | —                                           | —                                           | —                                           |
| 12     | Ionuț Vâlcu                      | 34     | Focșani    | „I Can't Make You Love Me” (Bonnie Raitt)  | —                                           | —                                           | —                                           | —                                           |
| 13     | Paul Bătinaș                     | 20     | Brașov     | „Tennessee Whiskey” (David Allan Coe)      | ✔                                           | ✔                                           | ✔                                           | ✔                                           |

### Episodul 6 (6 octombrie)
Al șaselea episod a fost difuzat pe 6 octombrie 2017.
| Ordine | Concurent             | Vârstă | Origine               | Cântec                                                              | Alegerile antrenorilor și ale concurenților | Alegerile antrenorilor și ale concurenților | Alegerile antrenorilor și ale concurenților | Alegerile antrenorilor și ale concurenților |
| Ordine | Concurent             | Vârstă | Origine               | Cântec                                                              | Tudor                                       | Smiley                                      | Loredana                                    | Despot                                      |
| ------ | --------------------- | ------ | --------------------- | ------------------------------------------------------------------- | ------------------------------------------- | ------------------------------------------- | ------------------------------------------- | ------------------------------------------- |
| 1      | Teodora Rotaru        | 18     | Craiova               | „Believer” (Imagine Dragons)                                        | ✔                                           | —                                           | ✔                                           | ✔                                           |
| 2      | Alexia Ilie           | 16     | Craiova               | „Raggamuffin” (Selah Sue)                                           | —                                           | —                                           | —                                           | —                                           |
| 3      | Alexandru Trăsnea     | 28     | București             | „Sex on Fire” (Kings of Leon)                                       | —                                           | —                                           | —                                           | —                                           |
| 4      | Doina Șerbul          | 19     | Criuleni              | „Castle in the Snow” (The Avener și Kadebostany)                    | —                                           | —                                           | —                                           | —                                           |
| 5      | Ramona Dimu           | 38     | București             | „Wade in the Water” (Sunset Four Jubilee Singers / Eva Cassidy)     | ✔                                           | —                                           | —                                           | ✔                                           |
| 6      | Ioana Barbă           | 17     | Iași                  | „Holy Grail” (Jay-Z și Justin Timberlake)                           | —                                           | ✔                                           | ✔                                           | —                                           |
| 7      | Liviu Dinu            | 16     | —                     | „Stairway to Heaven” (Led Zeppelin)                                 | —                                           | —                                           | —                                           | —                                           |
| 8      | Emilia Gheorghe       | 21     | Brăila                | „Constantine, Constantine” (Floarea Calotă / Feli și The TM Groove) | —                                           | —                                           | —                                           | —                                           |
| 9      | Rareș Popa            | 22     | București             | „Beneath Your Beautiful” (Labrinth și Emeli Sandé)                  | —                                           | —                                           | ✔                                           | ✔                                           |
| 10     | Diana Brescan         | 21     | Chișinău              | „Video Games” (Lana Del Rey)                                        | —                                           | —                                           | ✔                                           | —                                           |
| 11     | Cristian Ștefan Goaie | 19     | Constanța             | „Dancing on My Own” (Robyn / Calum Scott)                           | ✔                                           | —                                           | ✔                                           | ✔                                           |
| 12     | Laura Marinkovic      | 18     | Viena                 | „Let It Go” (James Bay)                                             | —                                           | —                                           | —                                           | —                                           |
| 13     | Cosmin Vieriu         | 26     | București             | „Otherside” (Red Hot Chili Peppers)                                 | —                                           | —                                           | —                                           | ✔                                           |
| 14     | Oana Cenușe           | 16     | Drobeta-Turnu Severin | „Stone Cold” (Demi Lovato)                                          | ✔                                           | ✔                                           | ✔                                           | ✔                                           |

### Episodul 7 (13 octombrie)
Al șaptelea episod a fost difuzat pe 13 octombrie 2017.
| Ordine | Concurent                       | Vârstă | Origine     | Cântec                                          | Alegerile antrenorilor și ale concurenților | Alegerile antrenorilor și ale concurenților | Alegerile antrenorilor și ale concurenților | Alegerile antrenorilor și ale concurenților |
| Ordine | Concurent                       | Vârstă | Origine     | Cântec                                          | Tudor                                       | Smiley                                      | Loredana                                    | Despot                                      |
| ------ | ------------------------------- | ------ | ----------- | ----------------------------------------------- | ------------------------------------------- | ------------------------------------------- | ------------------------------------------- | ------------------------------------------- |
| 1      | Cristian Prăjescu               | 20     | Roman       | „She's Out of My Life” (Michael Jackson)        | ✔                                           | ✔                                           | ✔                                           | ✔                                           |
| 2      | Camelia-Mădălina Farcaș         | 17     | Galbeni     | „Sign of the Times” (Harry Styles)              | ✔                                           | —                                           | ✔                                           | —                                           |
| 3      | Tudor Magda                     | 21     | Sibiu       | „Hound Dog” (Big Mama Thornton / Elvis Presley) | —                                           | —                                           | —                                           | —                                           |
| 4      | Geta Gheorghe                   | 42     | Brăila      | „Vreau să am steaua mea” (Laura Stoica)         | —                                           | —                                           | —                                           | —                                           |
| 5      | Raluca Elena Ursu               | 16     | Botoșani    | „Issues” (Julia Michaels)                       | ✔                                           | ✔                                           | —                                           | ✔                                           |
| 6      | Valentin Poienariu              | 17     | Mioveni     | „You Are So Beautiful” (Joe Cocker)             | ✔                                           | —                                           | ✔                                           | ✔                                           |
| 7      | Diana Păcurar                   | 24     | Brașov      | „Gangsta” (Kehlani)                             | —                                           | —                                           | —                                           | —                                           |
| 8      | Elena-Iuliana Popa              | 22     | București   | „Summertime” (Abbie Mitchell)                   | ✔                                           | ✔                                           | —                                           | —                                           |
| 9      | Tudor Stoica                    | 28     | Arad        | „Numb/Encore” (Jay-Z și Linkin Park)            | —                                           | —                                           | —                                           | —                                           |
| 10     | Lavinia Ioana Lăcătuș           | 23     | București   | „Mercy” (Duffy)                                 | —                                           | —                                           | ✔                                           | —                                           |
| 11     | Ramona Florentina Stănculeț     | 23     | București   | „Symphony” (Clean Bandit și Zara Larsson)       | —                                           | —                                           | —                                           | —                                           |
| 12     | Stelian Ailincăi                | 25     | Târgu Mureș | „The Man Who Can't Be Moved” (The Script)       | ✔                                           | —                                           | —                                           | ✔                                           |
| 13     | Andreea Alexandra „Deia” Demeny | 28     | Brașov      | „Mama Do (Uh Oh, Uh Oh)” (Pixie Lott)           | —                                           | —                                           | —                                           | —                                           |
| 14     | Doina Spătaru                   | 31     | Chișinău    | „Stop!” (Sam Brown)                             | —                                           | —                                           | —                                           | ✔                                           |

## Confruntări (20, 27 octombrie; 3, 10 noiembrie)
După audițiile pe nevăzute, fiecare antrenor a avut câte 14 concurenți pentru etapa confruntărilor, care a fost difuzată pe 20 octombrie, 27 octombrie, 3 noiembrie și 10 noiembrie 2017. Antrenorii și-au redus numărul de concurenți la jumătate și au „furat” câte un concurent fiecare din celelalte echipe. Concurenții furați au putut fi schimbați cu alții de mai multe ori până la finalul etapei.
| Legendă | - Concurent învingător - ⃠ Antrenorul nu a putut fura acest concurent | - Concurent învins, „furat” și păstrat - Concurent învins, „furat” și înlocuit mai târziu - Concurent învins și eliminat |

| Ord.                       | Antrenor                  | Învingător                | Cântec                                                                          | Învins                    | Rezultatul „furtului”     | Rezultatul „furtului”     | Rezultatul „furtului”     | Rezultatul „furtului”     |
| Ord.                       | Antrenor                  | Învingător                | Cântec                                                                          | Învins                    | Tudor                     | Smiley                    | Loredana                  | Despot                    |
| Episodul 8 (20 octombrie)  | Episodul 8 (20 octombrie) | Episodul 8 (20 octombrie) | Episodul 8 (20 octombrie)                                                       | Episodul 8 (20 octombrie) | Episodul 8 (20 octombrie) | Episodul 8 (20 octombrie) | Episodul 8 (20 octombrie) | Episodul 8 (20 octombrie) |
| -------------------------- | ------------------------- | ------------------------- | ------------------------------------------------------------------------------- | ------------------------- | ------------------------- | ------------------------- | ------------------------- | ------------------------- |
| 1                          | Tudor Chirilă             | Meriam Jane Ndubuisi      | „A Hard Day's Night” (The Beatles)                                              | Ioana Cristodorescu       | ⃠                          | —                         | —                         | —                         |
| 2                          | Loredana Groza            | Bogdan Stănică            | „On My Own” (Patti LaBelle și Michael McDonald)                                 | Jeannette Curta           | ✔                         | ✔                         | ⃠                          | —                         |
| 3                          | Smiley                    | Paul Bătinaș              | „Mercy” (Shawn Mendes)                                                          | Anne-Marie Ionescu        | —                         | ⃠                          | —                         | ✔                         |
| 4                          | Adrian Despot             | Catarina Sandu            | „Uprising” (Muse)                                                               | Răzvan Mărcuci            | —                         | ✔                         | ✔                         | ⃠                          |
| 5                          | Smiley                    | Amir Arafat               | „Breakeven” (The Script)                                                        | Cristian Prăjescu         | ✔                         | ⃠                          | —                         | —                         |
| 6                          | Adrian Despot             | Andreea Dragu             | „Deeper” (Ella Eyre)                                                            | Doina Spătaru             | —                         | —                         | ✔                         | ⃠                          |
| 7                          | Tudor Chirilă             | Daria Grigoraș            | „Welcome to the Jungle” (Guns N' Roses)                                         | Raluca Ursu               | ⃠                          | —                         | —                         | ✔                         |
| Episodul 9 (27 octombrie)  |                           |                           |                                                                                 |                           |                           |                           |                           |                           |
| 1                          | Loredana Groza            | Rufus Martin              | „When Love Comes to Town” (U2 și B. B. King)                                    | Robert Pița               | ✔                         | —                         | ⃠                          | ✔                         |
| 2                          | Adrian Despot             | Andrada Crețu             | „Locked Out of Heaven” (Bruno Mars)                                             | Cristian Goaie            | —                         | —                         | —                         | ⃠                          |
| 3                          | Smiley                    | Ana Munteanu              | „Runnin' (Lose It All)” (Naughty Boy, Beyoncé și Arrow Benjamin)                | Tudor Bilețchi            | ✔                         | ⃠                          | ✔                         | —                         |
| 4                          | Tudor Chirilă             | Răzvan Encuna             | „Who's Gonna Ride Your Wild Horses” (U2)                                        | Stelian Ailincăi          | ⃠                          | —                         | —                         | —                         |
| 5                          | Loredana Groza            | Amalia Uruc               | „Rumour Has It” / „Someone like You” (Adele)                                    | Neonela Duplei            | —                         | —                         | ⃠                          | —                         |
| 6                          | Adrian Despot             | Valentin Poienariu        | „Hold Back the River” (James Bay)                                               | Horațiu Haiduc            | —                         | —                         | —                         | ⃠                          |
| 7                          | Smiley                    | Octavian Casian           | „Have You Ever Seen the Rain?” (Creedence Clearwater Revival / Rod Stewart)     | Iuliana Popa              | —                         | ⃠                          | —                         | —                         |
| Episodul 10 (3 noiembrie)  |                           |                           |                                                                                 |                           |                           |                           |                           |                           |
| 1                          | Tudor Chirilă             | Maria Rădeanu             | „Do I Wanna Know?” (Arctic Monkeys)                                             | Bianca Oneț               | ⃠                          | —                         | —                         | —                         |
| 2                          | Loredana Groza            | Adriana Ciobanu           | „Visez din nou” (Loredana Groza și Smiley)                                      | Andrei Barz               | —                         | —                         | ⃠                          | —                         |
| 3                          | Smiley                    | Ioana Vișinescu           | „Perfect Strangers” (Jonas Blue și JP Cooper)                                   | Marius Stoica             | —                         | ⃠                          | —                         | —                         |
| 4                          | Adrian Despot             | Oana Mirică               | „You're Nobody 'til Somebody Loves You” (James Arthur)                          | Cosmin Vieriu             | —                         | —                         | —                         | ⃠                          |
| 5                          | Loredana Groza            | Diana Brescan             | „Read All About It” (Professor Green și Emeli Sandé) / „Uncover” (Zara Larsson) | Camelia Farcaș            | —                         | —                         | ⃠                          | —                         |
| 6                          | Adrian Despot             | Alexandru Arnăutu         | „Second Chance” (Shinedown)                                                     | Laurențiu Mihaiu          | ✔                         | —                         | —                         | ⃠                          |
| 7                          | Tudor Chirilă             | Ștefan Știucă             | „Redemption Song” (Bob Marley and the Wailers)                                  | Oana Cenușe               | ⃠                          | —                         | —                         | —                         |
| Episodul 11 (10 noiembrie) |                           |                           |                                                                                 |                           |                           |                           |                           |                           |
| 1                          | Smiley                    | Ioana Barbă               | „Somebody That I Used to Know” (Gotye și Kimbra)                                | Dima Trofim               | —                         | ⃠                          | —                         | —                         |
| 2                          | Tudor Chirilă             | Lidia Isac                | „The Story” (Brandi Carlile / LeAnn Rimes)                                      | Axenia Șova               | ⃠                          | —                         | —                         | —                         |
| 3                          | Loredana Groza            | Mihail Tirică             | „Every You Every Me” (Placebo)                                                  | Rareș Popa                | —                         | —                         | ⃠                          | —                         |
| 4                          | Adrian Despot             | Botond „Manó” Ráduly      | „Woman in Chains” (Tears for Fears și Oleta Adams)                              | Ramona Dimu               | —                         | —                         | —                         | ⃠                          |
| 5                          | Loredana Groza            | Zsuzsana Cerveni          | „Billie Jean” (Michael Jackson / David Cook)                                    | Lavinia Lăcătuș           | —                         | —                         | ⃠                          | —                         |
| 6                          | Tudor Chirilă             | Amedeo Chiriac            | „Stitches” (Shawn Mendes și Hailee Steinfeld)                                   | Teodora Rotaru            | ⃠                          | —                         | —                         | —                         |
| 7                          | Smiley                    | Olga Roman                | „Iubirea schimbă tot” (Andra)                                                   | Laura Voinu               | —                         | ⃠                          | —                         | —                         |

## Spectacole live
În urma confruntărilor, au rămas câte 8 concurenți în fiecare echipă. Cei 32 au concurat în spectacolele live, care au început la 17 noiembrie 2017. Pe parcursul acestora, publicul și-a putut vota concurenții preferați prin SMS sau printr-un vot online pe situl oficial al competiției.

### Săptămâna 1: primii 32, partea I (17 noiembrie)
Primul spectacol live a avut loc pe 17 noiembrie 2017. În cadrul acestuia, au concurat câte 4 concurenți din fiecare echipă. Regula ediției a fost următoarea: din fiecare echipă se salvează favoritul publicului și încă un concurent ales de antrenor.
| Legendă | Concurent salvat de public | Concurent salvat de antrenor | Concurent eliminat |

| Ordine | Antrenor       | Concurent            | Cântec                                                  | Rezultat            |
| ------ | -------------- | -------------------- | ------------------------------------------------------- | ------------------- |
| 1      | Smiley         | Ioana Barbă          | „Mamma Knows Best” (Jessie J)                           | Eliminată           |
| 2      | Smiley         | Octavian Casian      | „Tears in Heaven” (Eric Clapton)                        | Salvat de antrenor  |
| 3      | Smiley         | Olga Roman           | „Believe” (Cher)                                        | Eliminată           |
| 4      | Smiley         | Paul Bătinaș         | „Me & Mr Jones” (Amy Winehouse)                         | Salvat de public    |
| 5      | Adrian Despot  | Valentin Poienariu   | „Și ce dacă” (Direcția 5)                               | Eliminat            |
| 6      | Adrian Despot  | Andrada Crețu        | „Think” (Aretha Franklin)                               | Salvată de antrenor |
| 7      | Adrian Despot  | Robert Pița          | „Oh! Darling” (The Beatles)                             | Salvat de public    |
| 8      | Adrian Despot  | Oana Mirică          | „What About Us” (Pink)                                  | Eliminată           |
| 9      | Loredana Groza | Amalia Uruc          | „Ex's & Oh's” (Elle King)                               | Salvată de antrenor |
| 10     | Loredana Groza | Tudor Bilețchi       | „King” (Years & Years)                                  | Eliminat            |
| 11     | Loredana Groza | Adriana Ciobanu      | „Send Me an Angel” (Scorpions)                          | Salvată de public   |
| 12     | Loredana Groza | Mihail Tirică        | „Radioactive” (Imagine Dragons)                         | Eliminat            |
| 13     | Tudor Chirilă  | Răzvan Encuna        | „Mack the Knife” (diverși)                              | Eliminat            |
| 14     | Tudor Chirilă  | Meriam Jane Ndubuisi | „Weak” (Skunk Anansie)                                  | Salvată de antrenor |
| 15     | Tudor Chirilă  | Amedeo Chiriac       | „Motherless Child” (Fisk Jubilee Singers / John Legend) | Eliminat            |
| 16     | Tudor Chirilă  | Laurențiu Mihaiu     | „Heaven on Their Minds” (Ben Vereen / Murray Head)      | Salvat de public    |

| Ordine | Artist                       | Cântec                                       |
| ------ | ---------------------------- | -------------------------------------------- |
| 1      | Concurenții din acest episod | „Let's Get It Started” (The Black Eyed Peas) |

### Săptămâna 2: primii 32, partea a II-a (24 noiembrie)
Al doilea spectacol live a avut loc pe 24 noiembrie 2017. În cadrul acestuia, au concurat câte 4 concurenți din fiecare echipă. Regula ediției a fost aceeași ca la episodul precedent.
| Ordine | Antrenor       | Concurent            | Cântec                                                              | Rezultat            |
| ------ | -------------- | -------------------- | ------------------------------------------------------------------- | ------------------- |
| 1      | Adrian Despot  | Andreea Dragu        | „Son of a Preacher Man” (Dusty Springfield / Joss Stone)            | Salvată de antrenor |
| 2      | Adrian Despot  | Botond „Manó” Ráduly | „Hello” (Adele)                                                     | Salvat de public    |
| 3      | Adrian Despot  | Catarina Sandu       | „Fighter” (Christina Aguilera)                                      | Eliminată           |
| 4      | Adrian Despot  | Alexandru Arnăutu    | „Sweet Child o' Mine” (Guns N' Roses)                               | Eliminat            |
| 5      | Loredana Groza | Rufus Martin         | „I Got a Woman” (Ray Charles) / „Hai acasă” (Gil Dobrică)           | Eliminat            |
| 6      | Loredana Groza | Zsuzsana Cerveni     | „Papa Was a Rollin' Stone” (The Undisputed Truth / The Temptations) | Salvată de public   |
| 7      | Loredana Groza | Bogdan Stănică       | „There's Nothing Holdin' Me Back” (Shawn Mendes)                    | Eliminat            |
| 8      | Loredana Groza | Diana Brescan        | „A Night like This” (Caro Emerald)                                  | Salvată de antrenor |
| 9      | Tudor Chirilă  | Daria Grigoraș       | „Breakthru” (Queen)                                                 | Eliminată           |
| 10     | Tudor Chirilă  | Ștefan Știucă        | „Jersey Girl” (Tom Waits / Bruce Springsteen)                       | Salvat de public    |
| 11     | Tudor Chirilă  | Lidia Isac           | „There Must Be an Angel (Playing with My Heart)” (Eurythmics)       | Eliminată           |
| 12     | Tudor Chirilă  | Maria Rădeanu        | „The Impossible Dream” (Richard Kiley / Peter O'Toole)              | Salvată de antrenor |
| 13     | Smiley         | Ioana Vișinescu      | „Superstition” (Stevie Wonder)                                      | Eliminată           |
| 14     | Smiley         | Amir Arafat          | „Desert Rose” (Sting și Șab Mami)                                   | Salvat de antrenor  |
| 15     | Smiley         | Ana Munteanu         | „It's a Man's Man's Man's World” (James Brown)                      | Salvată de public   |
| 16     | Smiley         | Răzvan Mărcuci       | „Dangerous” (David Guetta și Sam Martin)                            | Eliminat            |

| Ordine | Artist                       | Cântec                                  |
| ------ | ---------------------------- | --------------------------------------- |
| 1      | Concurenții din acest episod | „I Gotta Feeling” (The Black Eyed Peas) |

### Săptămâna 3: primii 16 (1 decembrie)
Al treilea spectacol live a avut loc pe 1 decembrie 2017. În cadrul acestuia, au participat toți cei 16 concurenți rămași, iar eliminările s-au făcut după aceeași regulă ca în episoadele precedente.
| Ordine | Antrenor       | Concurent            | Cântec | Rezultat            |
| ------ | -------------- | -------------------- | --- | ------------------- |
| 1      | Tudor Chirilă  | Maria Rădeanu        | „Dor de viață” (Aura Urziceanu)                                                                           | Eliminată           |
| 2      | Tudor Chirilă  | Ștefan Știucă        | „Drumurile” (Dan Spătaru)                                                                                 | Salvat de public    |
| 3      | Tudor Chirilă  | Laurențiu Mihaiu     | „Baby” (Iris)                                                                                             | Eliminat            |
| 4      | Tudor Chirilă  | Meriam Jane Ndubuisi | „Mai frumoasă” (Laura Stoica)                                                                             | Salvată de antrenor |
| 5      | Loredana Groza | Amalia Uruc          | „Inimă, nu fi de piatră” (Corina Chiriac)                                                                 | Eliminată           |
| 6      | Loredana Groza | Diana Brescan        | „Pedepsește-mă, dar nu pleca” (Adria Șerban) / „Ochii tăi” (Elena Cârstea)                                | Salvată de public   |
| 7      | Loredana Groza | Adriana Ciobanu      | „I'm Wishing” / „Someday My Prince Will Come” (Adriana Caselotti / Alexandra Zorn)                        | Eliminată           |
| 8      | Loredana Groza | Zsuzsana Cerveni     | „Stairway to Heaven” (Led Zeppelin)                                                                       | Salvată de antrenor |
| 9      | Smiley         | Octavian Casian      | „Ziua vrăjitoarelor” (Cargo)                                                                              | Eliminat            |
| 10     | Smiley         | Paul Bătinaș         | „Cerul” (Proconsul)                                                                                       | Eliminat            |
| 11     | Smiley         | Ana Munteanu         | „Of, inimioară” (Luminița Dobrescu)                                                                       | Salvată de public   |
| 12     | Smiley         | Amir Arafat          | „Mă ucide ea” (Mihail)                                                                                    | Salvat de antrenor  |
| 13     | Adrian Despot  | Botond „Manó” Ráduly | „Lume, lume” (Maria Tănase) / „The House of the Rising Sun” (Clarence „Tom” Ashley și Gwen Foster / Toto) | Salvat de public    |
| 14     | Adrian Despot  | Andreea Dragu        | „Move Over” (Janis Joplin) / „Cea mai tare piesă” (Smiley și Don Baxter)                                  | Eliminată           |
| 15     | Adrian Despot  | Robert Pița          | „Azi vii, mâine pleci” (Keo) / „Heart-Shaped Box” (Nirvana)                                               | Eliminat            |
| 16     | Adrian Despot  | Andrada Crețu        | „Vama Veche” (Vama Veche)                                                                                 | Salvată de antrenor |

| Ordine | Artist                       | Cântec |
| ------ | ---------------------------- | --- |
| 1      | Concurenții din acest episod | „RomânEști, oriunde ai fi!” (Andra, Pavel Bartoș, Adrian Despot, Andreea Esca, Loredana Groza, Andi Moisescu și Smiley) |

1. ↑  Piesa a fost reorchestrată și rearmonizată după motivul principal din „Personal Jesus” (Depeche Mode).

### Săptămâna 4: semifinala (8 decembrie)
Semifinala a fost transmisă în direct pe 8 decembrie 2017. În cadrul acesteia, au concurat ultimii 2 concurenți rămași în fiecare echipă, interpretând fiecare câte două piese — una solo și una împreună cu antrenorul și celălalt concurent din echipa lui. Finalista fiecărei echipe a fost aleasă numai de către public.
| Ordine | Antrenor       | Concurent                           | Cântec                                                              | Rezultat                                              |
| ------ | -------------- | ----------------------------------- | ------------------------------------------------------------------- | ----------------------------------------------------- |
| 1      | Smiley         | Amir Arafat                         | „Man in the Mirror” (Michael Jackson)                               | Eliminat                                              |
| 2      | Loredana Groza | Diana Brescan                       | „Mad About You” (Hooverphonic) / „Diva illuminata” (Loredana Groza) | Eliminată                                             |
| 3      | Adrian Despot  | Andreea Crețu, Botond „Manó” Ráduly | „Free Fallin'” (Tom Petty) — cu Adrian Despot                       | „Free Fallin'” (Tom Petty) — cu Adrian Despot         |
| 4      | Tudor Chirilă  | Meriam Jane Ndubuisi                | „Stay with Me” (Lorraine Ellison / Janis Joplin)                    | Salvată                                               |
| 5      | Smiley         | Ana Munteanu                        | „I'd Rather Go Blind” (Etta James)                                  | Salvată                                               |
| 6      | Loredana Groza | Diana Brescan, Zsuzsana Cerveni     | „Hai la joc” (Loredana Groza) — cu Loredana Groza                   | „Hai la joc” (Loredana Groza) — cu Loredana Groza     |
| 7      | Adrian Despot  | Botond „Manó” Ráduly                | „I Am the Fire” (Halestorm)                                         | Eliminat                                              |
| 8      | Tudor Chirilă  | Ștefan Știucă                       | „Yesterday” (The Beatles)                                           | Eliminat                                              |
| 9      | Smiley         | Amir Arafat, Ana Munteanu           | „Uptown Funk” (Mark Ronson și Bruno Mars) — cu Smiley               | „Uptown Funk” (Mark Ronson și Bruno Mars) — cu Smiley |
| 10     | Loredana Groza | Zsuzsana Cerveni                    | „(Where Do I Begin?) Love Story” (Andy Williams / Shirley Bassey)   | Salvată                                               |
| 11     | Adrian Despot  | Andrada Crețu                       | „Nothing Else Matters” (Metallica)                                  | Salvată                                               |
| 12     | Tudor Chirilă  | Meriam Jane Ndubuisi, Ștefan Știucă | „Omul plajei” (Vama Veche) — cu Tudor Chirilă                       | „Omul plajei” (Vama Veche) — cu Tudor Chirilă         |

| Ordine | Artist | Cântec                                     |
| ------ | ------ | ------------------------------------------ |
| 1      | Inna   | „Nirvana” (Inna) / „Ruleta” (Inna și Erik) |

### Săptămâna 5: finala (15 decembrie)
Finala a fost transmisă în direct pe 15 decembrie 2017. Fiecare concurentă a interpretat câte trei piese: una solo, una împreună cu antrenorul și una împreună cu un invitat special. Numai votul publicului a decis care dintre concurentele calificate din semifinală a obținut marele premiu.
| Antrenor       | Concurent            | Ord. | Cântec în duet (cu un invitat special)                                                   | Ord. | Cântec solo                         | Ord. | Cântec în duet (cu antrenorul)                          | Loc |
| -------------- | -------------------- | ---- | ---------------------------------------------------------------------------------------- | ---- | ----------------------------------- | ---- | ------------------------------------------------------- | --- |
| Tudor Chirilă  | Meriam Jane Ndubuisi | 1    | „Lume, lume” (Maria Tănase) — cu Ovidiu Lipan Țăndărică                                  | 9    | „Oameni” (Aurelian Andreescu)       | 5    | „Epilog” (Vama Veche)                                   | 2   |
| Loredana Groza | Zsuzsana Cerveni     | 6    | „Diva inamorata” (Loredana Groza) / „Nessun dorma” (Miguel Fleta) — cu Alessandro Safina | 2    | „The Power of Love” (Jennifer Rush) | 10   | „Bună seara, iubito!” (Loredana Groza și Ion Caramitru) | 3   |
| Smiley         | Ana Munteanu         | 11   | „The Prayer” (Céline Dion și Andrea Bocelli) — cu Marcel Pavel                           | 7    | „La bohème” (Charles Aznavour)      | 3    | „De unde vii la ora asta?” (Smiley)                     | 1   |
| Adrian Despot  | Andrada Crețu        | 8    | „Who You Are” (Mihail) — cu Mihail                                                       | 4    | „Numb” (Linkin Park)                | 12   | „Fată verde” (Phoenix)                                  | 4   |

| Ordine | Artist               | Cântec                         |
| ------ | -------------------- | ------------------------------ |
| 1      | Cele patru finaliste | „Amazing Grace”                |
| 2      | Arilena Ara          | „Nëntori”                      |
| 3      | Baletul Anturaj      | „New Rules” (Dua Lipa)         |
| 4      | Ana Munteanu         | „La bohème” (Charles Aznavour) |

## Tabelele eliminărilor
| Legendă | Legendă                                                                          |
| --- | -------------------------------------------------------------------------------- |
| - Concurent în echipa Tudor - Concurent în echipa Smiley - Concurent în echipa Loredana - Concurent în echipa Despot | - Concurent salvat de public - Concurent salvat de antrenor - Concurent eliminat |

### Combinat
| Concurent | Concurent            | Săptămâna 1 | Săptămâna 2 | Săptămâna 3                | Săptămâna 4                | Săptămâna 5                |
| --------- | -------------------- | ----------- | ----------- | -------------------------- | -------------------------- | -------------------------- |
|           | Ana Munteanu         |             | Salvată     | Salvată                    | Salvată                    | Câștigătoare               |
|           | Meriam Jane Ndubuisi | Salvată     |             | Salvată                    | Salvată                    | Locul 2                    |
|           | Zsuzsana Cerveni     |             | Salvată     | Salvată                    | Salvată                    | Locul 3                    |
|           | Andrada Crețu        | Salvată     |             | Salvată                    | Salvată                    | Locul 4                    |
|           | Amir Arafat          |             | Salvat      | Salvat                     | Eliminat                   | Eliminați (Locurile 5–8)   |
|           | Ștefan Știucă        |             | Salvat      | Salvat                     | Eliminat                   | Eliminați (Locurile 5–8)   |
|           | Diana Brescan        |             | Salvată     | Salvată                    | Eliminată                  | Eliminați (Locurile 5–8)   |
|           | Botond „Manó” Ráduly |             | Salvat      | Salvat                     | Eliminat                   | Eliminați (Locurile 5–8)   |
|           | Paul Bătinaș         | Salvat      |             | Eliminat                   | Eliminați (locurile 9–16)  | Eliminați (locurile 9–16)  |
|           | Adriana Ciobanu      | Salvată     |             | Eliminată                  | Eliminați (locurile 9–16)  | Eliminați (locurile 9–16)  |
|           | Laurențiu Mihaiu     | Salvat      |             | Eliminat                   | Eliminați (locurile 9–16)  | Eliminați (locurile 9–16)  |
|           | Robert Pița          | Salvat      |             | Eliminat                   | Eliminați (locurile 9–16)  | Eliminați (locurile 9–16)  |
|           | Octavian Casian      | Salvat      |             | Eliminat                   | Eliminați (locurile 9–16)  | Eliminați (locurile 9–16)  |
|           | Andreea Dragu        |             | Salvată     | Eliminată                  | Eliminați (locurile 9–16)  | Eliminați (locurile 9–16)  |
|           | Maria Rădeanu        |             | Salvată     | Eliminată                  | Eliminați (locurile 9–16)  | Eliminați (locurile 9–16)  |
|           | Amalia Uruc          | Salvată     |             | Eliminată                  | Eliminați (locurile 9–16)  | Eliminați (locurile 9–16)  |
|           | Alexandru Arnăutu    |             | Eliminat    | Eliminați (locurile 17–32) | Eliminați (locurile 17–32) | Eliminați (locurile 17–32) |
|           | Daria Grigoraș       |             | Eliminată   | Eliminați (locurile 17–32) | Eliminați (locurile 17–32) | Eliminați (locurile 17–32) |
|           | Lidia Isac           |             | Eliminată   | Eliminați (locurile 17–32) | Eliminați (locurile 17–32) | Eliminați (locurile 17–32) |
|           | Rufus Martin         |             | Eliminat    | Eliminați (locurile 17–32) | Eliminați (locurile 17–32) | Eliminați (locurile 17–32) |
|           | Răzvan Mărcuci       |             | Eliminat    | Eliminați (locurile 17–32) | Eliminați (locurile 17–32) | Eliminați (locurile 17–32) |
|           | Catarina Sandu       |             | Eliminată   | Eliminați (locurile 17–32) | Eliminați (locurile 17–32) | Eliminați (locurile 17–32) |
|           | Bogdan Stănică       |             | Eliminat    | Eliminați (locurile 17–32) | Eliminați (locurile 17–32) | Eliminați (locurile 17–32) |
|           | Ioana Vișinescu      |             | Eliminată   | Eliminați (locurile 17–32) | Eliminați (locurile 17–32) | Eliminați (locurile 17–32) |
|           | Ioana Barbă          | Eliminată   |             | Eliminați (locurile 17–32) | Eliminați (locurile 17–32) | Eliminați (locurile 17–32) |
|           | Tudor Bilețchi       | Eliminat    |             | Eliminați (locurile 17–32) | Eliminați (locurile 17–32) | Eliminați (locurile 17–32) |
|           | Amedeo Chiriac       | Eliminat    |             | Eliminați (locurile 17–32) | Eliminați (locurile 17–32) | Eliminați (locurile 17–32) |
|           | Răzvan Encuna        | Eliminat    |             | Eliminați (locurile 17–32) | Eliminați (locurile 17–32) | Eliminați (locurile 17–32) |
|           | Oana Mirică          | Eliminată   |             | Eliminați (locurile 17–32) | Eliminați (locurile 17–32) | Eliminați (locurile 17–32) |
|           | Valentin Poienariu   | Eliminat    |             | Eliminați (locurile 17–32) | Eliminați (locurile 17–32) | Eliminați (locurile 17–32) |
|           | Olga Roman           | Eliminată   |             | Eliminați (locurile 17–32) | Eliminați (locurile 17–32) | Eliminați (locurile 17–32) |
|           | Mihail Tirică        | Eliminat    |             | Eliminați (locurile 17–32) | Eliminați (locurile 17–32) | Eliminați (locurile 17–32) |

### Pe echipe
| Concurent | Concurent            | Săptămâna 1 | Săptămâna 2 | Săptămâna 3 | Săptămâna 4 | Săptămâna 5  |
| --------- | -------------------- | ----------- | ----------- | ----------- | ----------- | ------------ |
|           | Ana Munteanu         |             | Salvată     | Salvată     | Salvată     | Câștigătoare |
|           | Amir Arafat          |             | Salvat      | Salvat      | Eliminat    |              |
|           | Paul Bătinaș         | Salvat      |             | Eliminat    |             |              |
|           | Octavian Casian      | Salvat      |             | Eliminat    |             |              |
|           | Răzvan Mărcuci       |             | Eliminat    |             |             |              |
|           | Ioana Vișinescu      |             | Eliminată   |             |             |              |
|           | Ioana Barbă          | Eliminată   |             |             |             |              |
|           | Olga Roman           | Eliminată   |             |             |             |              |
|           |                      |             |             |             |             |              |
|           | Meriam Jane Ndubuisi | Salvată     |             | Salvată     | Salvată     | Locul 2      |
|           | Ștefan Știucă        |             | Salvat      | Salvat      | Eliminat    |              |
|           | Laurențiu Mihaiu     | Salvat      |             | Eliminat    |             |              |
|           | Maria Rădeanu        |             | Salvată     | Eliminată   |             |              |
|           | Daria Grigoraș       |             | Eliminată   |             |             |              |
|           | Lidia Isac           |             | Eliminată   |             |             |              |
|           | Amedeo Chiriac       | Eliminat    |             |             |             |              |
|           | Răzvan Encuna        | Eliminat    |             |             |             |              |
|           |                      |             |             |             |             |              |
|           | Zsuzsana Cerveni     |             | Salvată     | Salvată     | Salvată     | Locul 3      |
|           | Diana Brescan        |             | Salvată     | Salvată     | Eliminată   |              |
|           | Adriana Ciobanu      | Salvată     |             | Eliminată   |             |              |
|           | Amalia Uruc          | Salvată     |             | Eliminată   |             |              |
|           | Rufus Martin         |             | Eliminat    |             |             |              |
|           | Bogdan Stănică       |             | Eliminat    |             |             |              |
|           | Tudor Bilețchi       | Eliminat    |             |             |             |              |
|           | Mihail Tirică        | Eliminat    |             |             |             |              |
|           |                      |             |             |             |             |              |
|           | Andrada Crețu        | Salvată     |             | Salvată     | Salvată     | Locul 4      |
|           | Botond „Manó” Ráduly |             | Salvat      | Salvat      | Eliminat    |              |
|           | Robert Pița          | Salvat      |             | Eliminat    |             |              |
|           | Andreea Dragu        |             | Salvată     | Eliminată   |             |              |
|           | Alexandru Arnăutu    |             | Eliminat    |             |             |              |
|           | Catarina Sandu       |             | Eliminată   |             |             |              |
|           | Oana Mirică          | Eliminată   |             |             |             |              |
|           | Valentin Poienariu   | Eliminat    |             |             |             |              |

## Audiențe
| Legendă                                                                          |
| -------------------------------------------------------------------------------- |
| - Ora de Vară a Europei de Est (ora de vară) - Ora Europei de Est (ora de iarnă) |

| Etapă               | Nr. | Data difuzării     | Poziție în grilă | Segment de public | Segment de public | Segment de public | Segment de public | Segment de public | Segment de public | Segment de public | Segment de public | Segment de public | Segment de public     | Segment de public     | Segment de public     | Segment de public     | Surse         |
| Etapă               | Nr. | Data difuzării     | Poziție în grilă | Național          | Național          | Național          | Național          | Național          | Urban             | Urban             | Urban             | Urban             | Comercial (18–49 ani) | Comercial (18–49 ani) | Comercial (18–49 ani) | Comercial (18–49 ani) | Surse         |
| Etapă               | Nr. | Data difuzării     | Poziție în grilă | Loc               | Vârf (mii)        | Medie (mii)       | Rating (%)        | Cotă (%)          | Loc               | Medie (mii)       | Rating (%)        | Cotă (%)          | Loc                   | Medie (mii)           | Rating (%)            | Cotă (%)              | Surse         |
| ------------------- | --- | ------------------ | ---------------- | ----------------- | ----------------- | ----------------- | ----------------- | ----------------- | ----------------- | ----------------- | ----------------- | ----------------- | --------------------- | --------------------- | --------------------- | --------------------- | ------------- |
| Audiții pe nevăzute | 01  | 8 septembrie 2017  | Vineri, 20:30    | 1                 | 2 100             | 1 699             | 09,4              | 24,8              | 1                 | 1 070             | 11,0              | 29,1              | 1                     | 532                   | 11,7                  | 38,6                  | [ 11 ] [ 29 ] |
| Audiții pe nevăzute | 02  | 10 septembrie 2017 | Duminică, 20:30  | 1                 | 2 100             | 1 630             | 09,1              | 20,4              | 1                 | 0 956             | 09,8              | 22,1              | 1                     | 497                   | 11,0                  | 29,0                  | [ 13 ] [ 30 ] |
| Audiții pe nevăzute | 03  | 15 septembrie 2017 | Vineri, 20:30    | 1                 | 2 000             | 1 516             | 08,4              | 21,4              | 1                 | 0 922             | 09,5              | 23,4              | 1                     | 432                   | 09,6                  | 29,5                  | [ 14 ] [ 31 ] |
| Audiții pe nevăzute | 04  | 22 septembrie 2017 | Vineri, 20:30    | 1                 | 2 200             | 1 590             | 08,8              | 20,9              | 1                 | 0 894             | 09,2              | 21,7              | 1                     | 480                   | 10,6                  | 29,7                  | [ 15 ] [ 32 ] |
| Audiții pe nevăzute | 05  | 29 septembrie 2017 | Vineri, 20:30    | 1                 | 2 100             | 1 658             | 09,2              | 20,9              | 1                 | 0 957             | 09,8              | 22,5              | 1                     | 472                   | 10,4                  | 29,2                  | [ 16 ] [ 33 ] |
| Audiții pe nevăzute | 06  | 6 octombrie 2017   | Vineri, 20:30    | 1                 | 2 300             | 1 813             | 10,1              | 22,6              | 1                 | 1 019             | 10,5              | 23,9              | 1                     | 482                   | 10,7                  | 30,0                  | [ 17 ] [ 34 ] |
| Audiții pe nevăzute | 07  | 13 octombrie 2017  | Vineri, 20:30    | 1                 | 2 100             | 1 657             | 09,2              | 20,7              | 1                 | 0 921             | 09,5              | 21,6              | 1                     | 446                   | 09,9                  | 28,2                  | [ 18 ] [ 35 ] |
| Confruntări         | 08  | 20 octombrie 2017  | Vineri, 20:30    | 1                 | 2 000             | 1 406             | 07,8              | 19,0              | 1                 | 0 818             | 08,4              | 20,5              | 1                     | 413                   | 09,2                  | 27,3                  | [ 36 ] [ 37 ] |
| Confruntări         | 09  | 27 octombrie 2017  | Vineri, 20:30    | 1                 | 2 000             | 1 450             | 08,1              | 19,2              | 1                 | 0 809             | 08,3              | 20,0              | 1                     | 383                   | 08,6                  | 25,2                  | [ 38 ] [ 39 ] |
| Confruntări         | 10  | 3 noiembrie 2017   | Vineri, 20:30    | 1                 | 2 000             | 1 390             | 07,7              | 18,8              | 1                 | 0 759             | 07,8              | 18,7              | 1                     | 361                   | 08,0                  | 22,8                  | [ 40 ] [ 41 ] |
| Confruntări         | 11  | 10 noiembrie 2017  | Vineri, 20:30    | 2                 | 1 800             | 1 242             | 06,9              | 16,4              | 1                 | 0 765             | 07,9              | 18,7              | 1                     | 398                   | 08,9                  | 25,1                  | [ 42 ] [ 43 ] |
| Spectacole live     | 12  | 17 noiembrie 2017  | Vineri, 20:30    | 1                 | 1 700             | 1 025             | 05,7              | 16,4              | 1                 | 0 623             | 06,4              | 18,0              | 1                     | 322                   | 07,2                  | 23,1                  | [ 24 ] [ 44 ] |
| Spectacole live     | 13  | 24 noiembrie 2017  | Vineri, 20:30    | 1                 | 1 600             | 1 036             | 05,8              | 16,4              | 1                 | 0 671             | 06,9              | 19,1              | 1                     | 322                   | 07,2                  | 24,0                  | [ 25 ] [ 45 ] |
| Spectacole live     | 14  | 1 decembrie 2017   | Vineri, 20:30    | 2                 | 1 500             | 0 920             | 05,1              | 14,0              | 1                 | 0 569             | 05,9              | 16,2              | 1                     | 265                   | 06,0                  | 19,6                  | [ 26 ] [ 46 ] |
| Semifinală          | 15  | 8 decembrie 2017   | Vineri, 20:30    | 1                 | 1 700             | 1 204             | 06,7              | 17,1              | 1                 | 0 756             | 07,8              | 19,4              | 1                     | 355                   | 08,0                  | 24,1                  | [ 27 ] [ 47 ] |
| Finală              | 16  | 15 decembrie 2017  | Vineri, 20:30    | 1                 | 1 872             | 1 423             | 08,0              | 19,7              | 1                 | 0 843             | 08,7              | 21,1              | 1                     | 392                   | 08,8                  | 24,5                  | [ 48 ]        |